# (72625) 2001 FP27
(72625) 2001 FP27 – planetoida z pasa głównego asteroid okrążająca Słońce w ciągu 5,19 lat w średniej odległości 3 j.a. Odkryta 18 marca 2001 roku.